# 5e régiment de chasseurs à cheval (France)
Le 5e régiment de chasseurs à cheval est une unité de cavalerie légère de l'armée française créée en 1675. Cette unité a été dissoute en 1994 à Périgueux.

## Création et différentes dénominations
Au départ, il s'agit d'un corps de dragons, formé en 1675, par un gentilhomme gascon, d'Audigeau (ou peut-être d'Audijos), avec des bandes irrégulières dont il était le chef. Il devint un régiment régulier de dragons le 13 mars 1676. Refusant la discipline imposée par Louvois, M. d'Audigeau se révolta et partit en Sicile. Le régiment fut confié à Alexis Bidal, baron d'Asfeld pour l'épurer et le réorganiser.
De 1675 à 1787, il prit le nom des différents propriétaires de cette unité de dragons :
- 1676 : Alexis Bidal, baron d'Asfeld (1654-1689)
- 1678 : Benoìt Bidal, baron d'Asfeld (1658-1715)
- 1696 : chevalier d'Hautefort
- 1709 : comte de Saumery
- 1731 : comte de la Suze
- 1744 : Claude Étienne Bidal, marquis d'Asfeld (1719-1793)
- 1749 : vicomte de Thianges
- 1761 : chevalier de Chapt de Rastignac
- 1764 : comte de Belzunce
- 1782 : comte puis vicomte de Ségur en 1785
- En 1788, il fut transformé en régiment de chasseurs à cheval et prit le nom de Chasseurs du Hainaut.
- En 1791, il prit le nom de 5e Régiment de Chasseurs
- En 1814, devint le Régiment des Chasseurs d'Angoulême. Il reprit son nom de 5e Chasseurs pendant les Cent-Jours et fut dissous à la fin de l'année 1815
- Recréé en 1816, à Avignon, sous le nom de Régiment de Chasseurs du Cantal, il reprit le nom de 5e Régiment de Chasseurs en 1825. Il fut transformé en régiment de lanciers (5e Lanciers) en 1831 et immédiatement recréé avec les éléments du 10e Régiment de Chasseurs.
- Le régiment fut dissous en 1927 avant d'être recréé en 1964 et être de nouveau dissous en 1994 à Périgueux.

## Chefs de corps
- 1676 : Bidal Alexis
- 1678 : Bidal Benoît
- 1696 : d'Hautefort
- 1709 : de Saumery
- 1731 : de la Suze
- 1744 : Bidal Claude-Etienne
- 1749 : de Thianges
- 1761 : de Chapt de Rastignac
- 1764 : de Belzunce
- 1782: de Ségur
- 1791 : Chevalier de Lameth
- 1792 : colonel Jean Nicolas de Monard
- 1798 : Bonardi (plus tard comte de Saint Sulpice) dans la Guerre des Paysans
- 1793 : Richardot
- 1793 : de la Noue
- 1793 : Poichet dit Prudent
- 1800 :  Corbineau
- 1806 : colonel Pierre Bonnemains
- 1811 : Baillot
- 1814 : Duchastel
- 1828 : colonel Maximilien Joseph Schauenburg
- 1831 : Dulimbert
- 1835 : Rigan
- 1839 : Bernard dit Fleury
- 1840 : Duport de Saint Voctor
- 1846 : Durringer
- 1853 : Cassaignolles
- 1858 : de France
- 1866 : Gentil de Brueille
- 1869 : Gombaud de Séréville
- 1875 : Gay de Vernon
- 1878 : de Sonis
- 1884 : Gaillard
- 1885 : de Salles
- 1890 : Poulléau
- 1894 : Geslin de Bourgogne
- 1896 : d'Hombres
- 1902: Boyer
- 1907 : Boyer
- 29 juillet 1911 - 20 octobre 1914 : colonel Hennocque
- 1924 : Olivier Ruffier d'Epenoux
- 1964 : de Quatrebarbes
- 1965 : Bouyx
- 1968 : Rabany
- 1970 : Pierrard
- 1972 : Guinard
- 1974 : Berest
- 1976 : Beaussant
- 1978 : Merle
- 1980 : Urvoy
- 1982 : Gombeaud
- 1984 : Ceccaldi
- 1986 : colonel de Froissard de Broissia
- 1988 : colonel de Courrèges
- 1990 : colonel Tartinville
- 1992 : colonel Garrigou Grandchamp

## Historique des combats et batailles du5erégimentde chasseurs à cheval

### Ancien Régime
- 1675-78 : Sicile
- 1681 : Siège de Strasbourg
- 1684 : Siège de Luxembourg
- 1688-1697 : Ligue d'Augsbourg
- 1701-1713 : Guerre de Succession d'Espagne
- 1733-1735 : Guerre de Succession de Pologne
- 1740-1748 : Guerre de Succession d'Autriche
- 1756-1763 : Guerre de Sept Ans

### Guerres de la Révolution et de l'Empire
- 1792-1795 : Armée du Nord

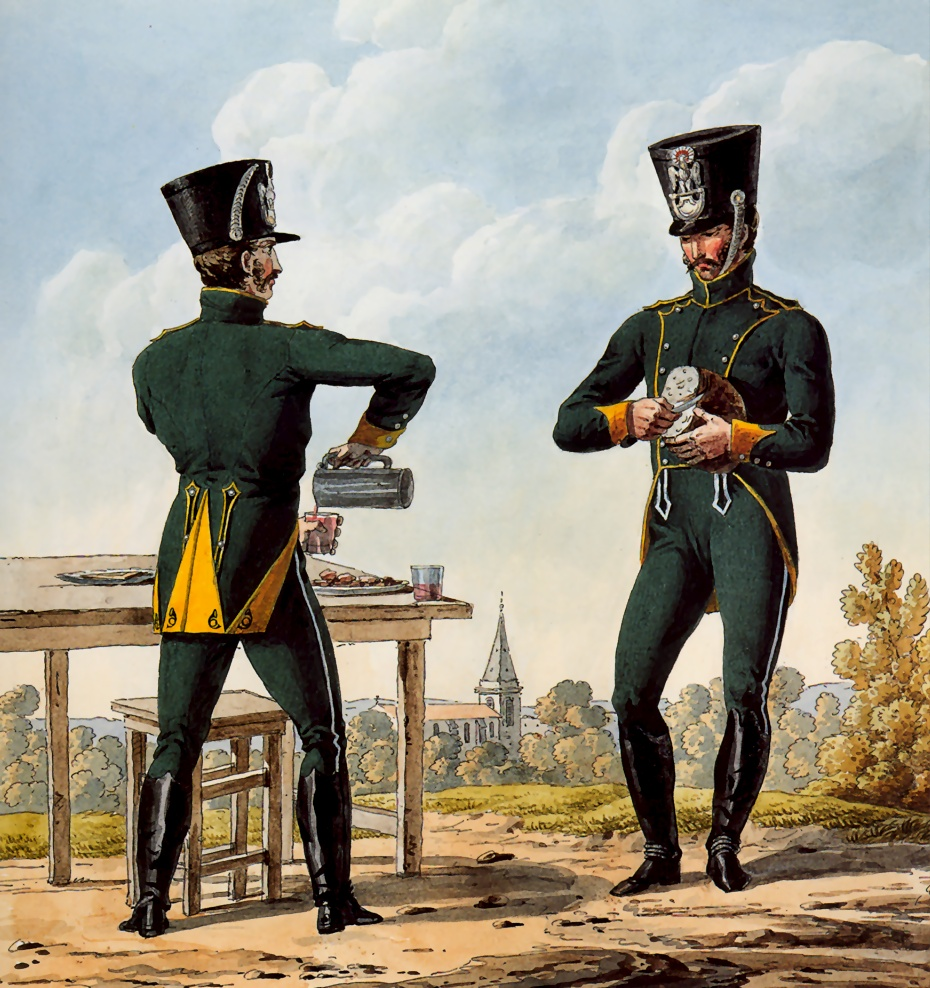
Chasseurs des 5e régiment de chasseurs à cheval de la Grande Armée, illustration de Vernet pour La grande armée de 1812.

- 1796-1797 : Armée de Sambre-et-Meuse
- 1799 : Armée du Danube
- 1800 : Armée du Rhin
- 1805 : Grande Armée
  - 2 décembre : Bataille d'Austerlitz

- 1808-1813 : Espagne
  - 10 novembre 1808 : Bataille de Burgos
  - 28 mars 1809 : Bataille de Medellín

- 1813 : Campagne d'Allemagne
  - 16-19 octobre : Bataille de Leipzig
- 1814 : Guerre d'indépendance espagnole, Campagne de France (1814)
  - 27 février : bataille d'Orthez

### 1815 à 1848
- 1823 : Expédition d'Espagne
- 1845-49 : Algérie

### Second Empire
- Guerre franco-prussienne de 1870
  - Bataille de Forbach-Spicheren
  - Le bataillon de dépôt contribue à la défense de Verdun

### Première Guerre mondiale

#### Affectations
En 1914, le régiment a pour caserne Châlons-sur-Marne. Il fait partie de la 5e brigade de cavalerie légère. Il est incorporé à la 5e division de cavalerie d'août 1914 à novembre 1918.

#### 1914
- août : fait partie du Corps de cavalerie Sordet, Bataille de Charleroi, puis du Corps de cavalerie Conneau.
- septembre : secteur de l'Oise
- Bataille de l'Ourcq
- octobre - novembre : course à la mer, région de la Somme de l'Artois et Flandre, Bataille de l'Yser.

#### 1915
- avril - décembre : secteur de l'Artois.

#### 1916
- janvier - juillet : secteur d'Artois.
- août : secteur de la Marne.
- septembre - décembre : secteur de Lorraine.

#### 1917
- Bataille du Chemin des Dames.

#### 1918
- avril - mai : secteur de Picardie, Offensive Michael, bataille de l'Avre.
- juin - juillet : secteur de la Marne, bataille de la Marne.
- septembre - novembre : secteur de Champagne.

## Garnisons

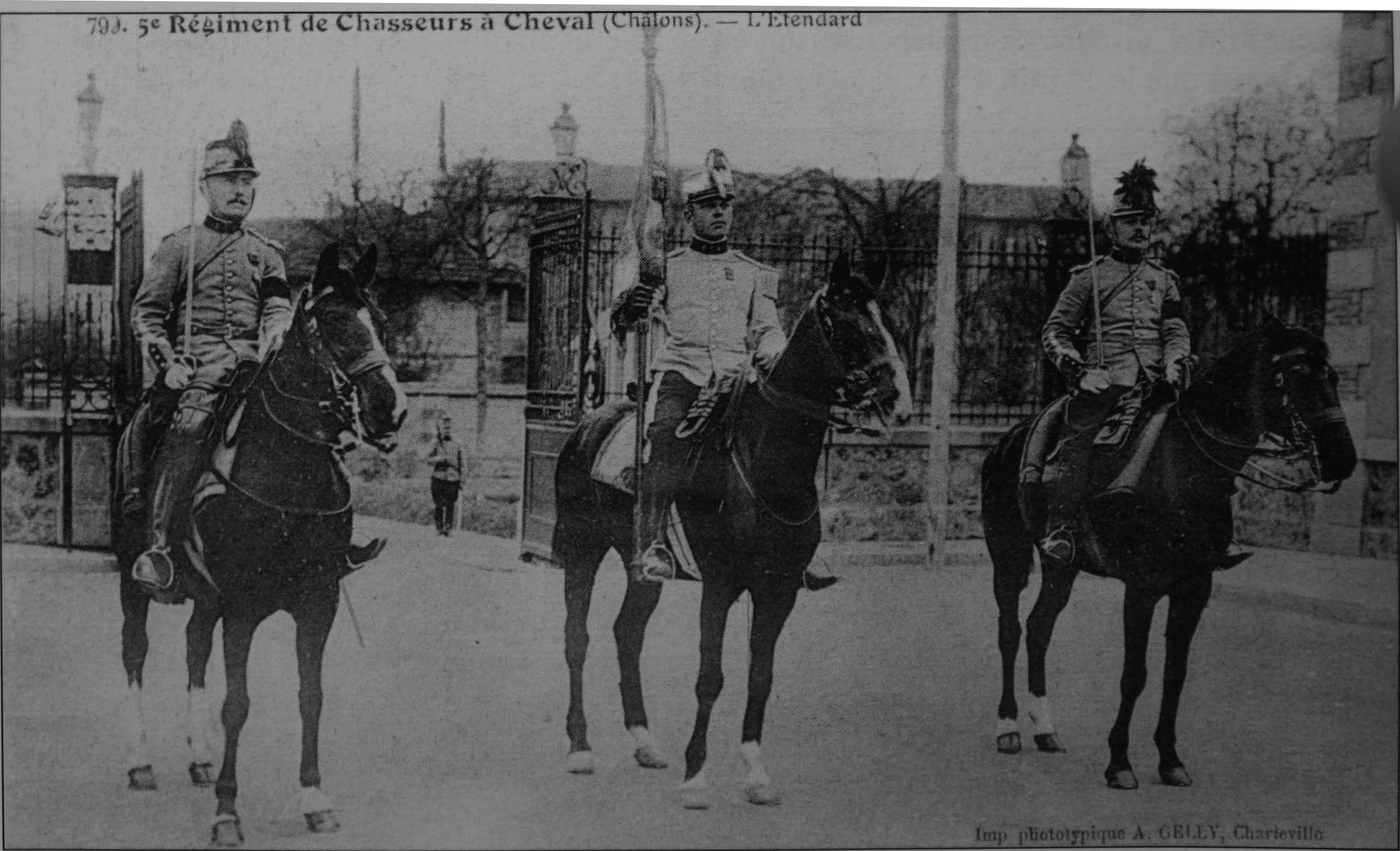
Drapeau du 5e à Chalons.

- 1779 : Neufbrissac

- 1814-1815 : Libourne
- 1831-? : Chalons sur Marne
- 1838-?	: Moulins
- 1896-1897 : Rambouillet
- 1898-1907 : Neufchâteau (Vosges)
- 1908-1919 : Chalons sur Marne
- 1919-1927 : Senlis (Oise)
- 1964[2]-1994 : Périgueux

## Étendard
Il porte, cousues en lettres d'or dans ses plis, les inscriptions suivantes :
- Valmy 1792
- Zurich 1799
- Hohenlinden 1800
- Austerlitz 1805
- Friedland 1807
- L'Ourcq 1914
- L'Avre 1918
- La Marne 1918

## Décoration
Sa cravate est décorée :
- De la Croix de guerre 1914-1918, avec 2 palmes.
- La fourragère aux couleurs du ruban de la Croix de guerre 1914-1918

## Insigne
Héraldique :
La transparence de l'émail laisse apercevoir la gravure du métal qui reproduit les armes du Hainaut pour rappeler le titre « Chasseurs du Hainaut » porté par le régiment de 1788 à 1791.
La licorne cabrée vient de l'ancien insigne du 5e dragons dont le centre d'instruction est devenu 5e chasseurs en 1964.

## Devise
Latine "Querit quem devoret", qui signifie en français : "Il cherche qui dévorer". Inspirée de l'épitre de saint Pierre (V, 8), elle apparaissait à l'origine sur l'étendard du régiment de Belsunce-Dragons accompagnant l'image d'un dragon, créature qui rappelait l'hydre des armoiries de la famille de Belsunce

## Uniformes

Uniformes
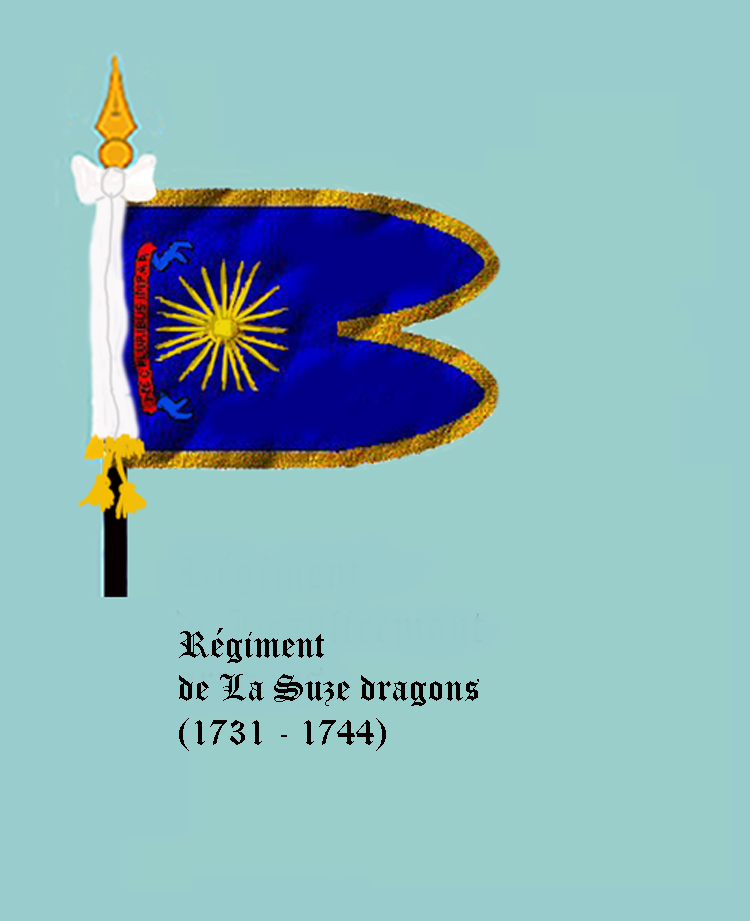
Standarte des Régiments de La Suze dragons
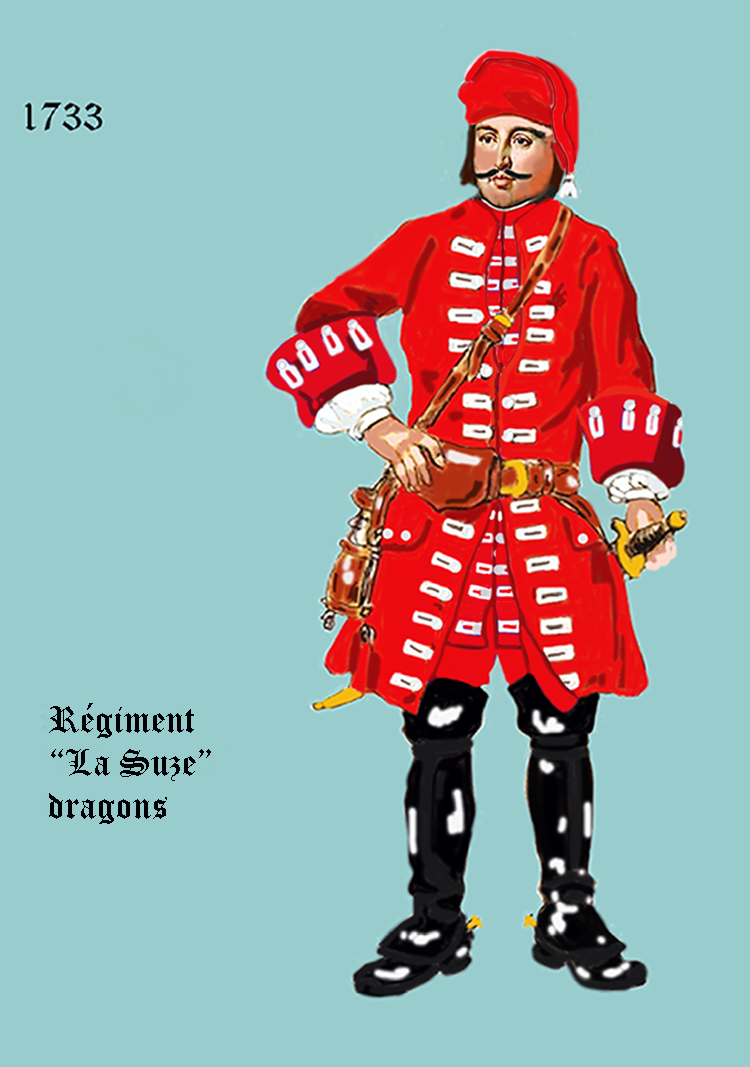
Régiment de La Suze dragons 1733 − 1744
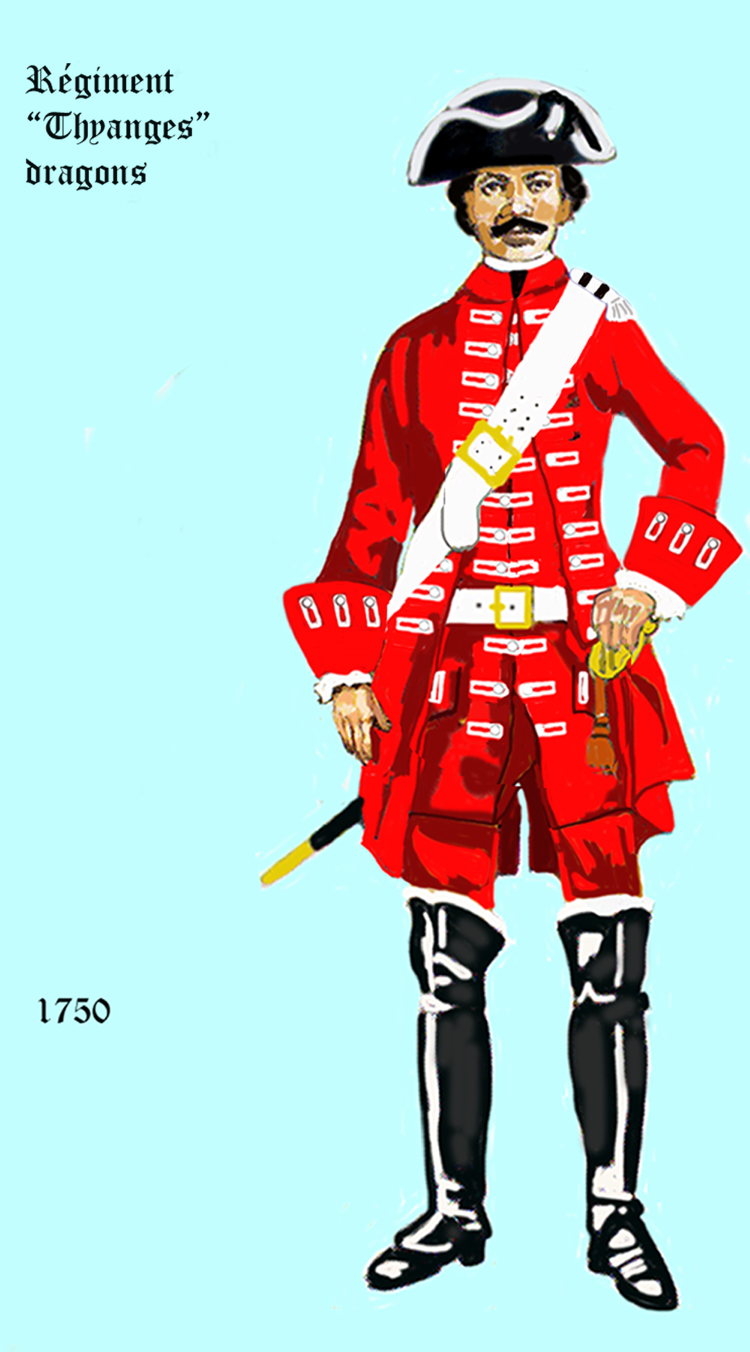
Régiment de Thyanges dragons 1750 − 1761
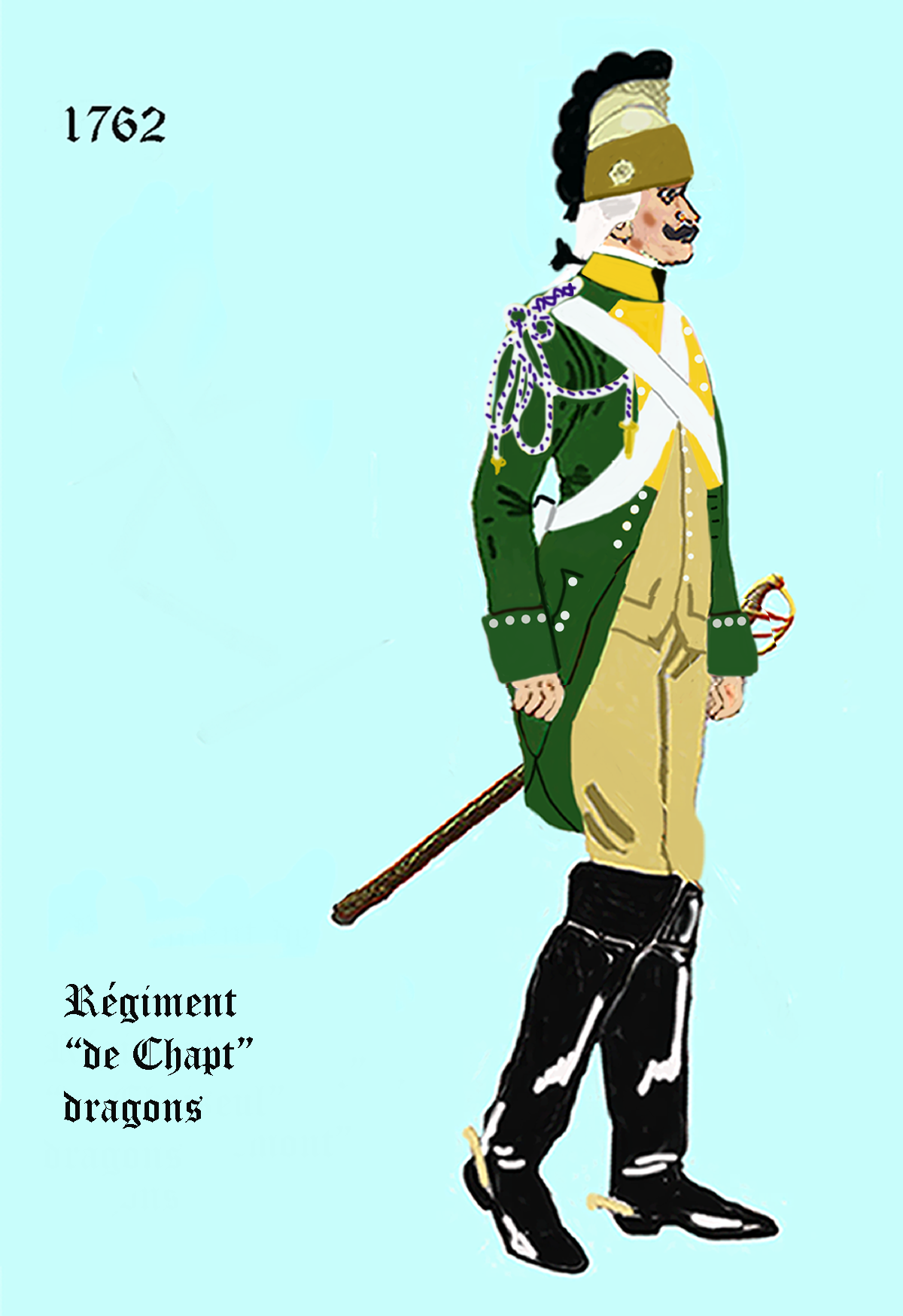
Régiment de Chapt dragons 1762 − 1763
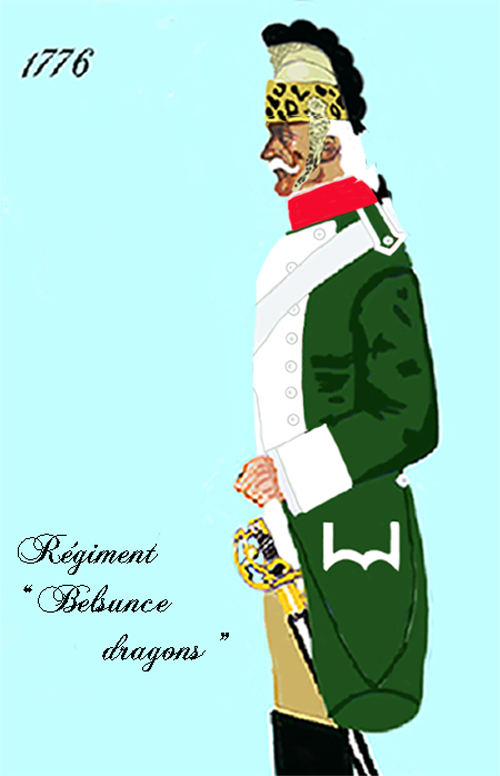
Régiment de Belsunce dragons 1776 − 1779
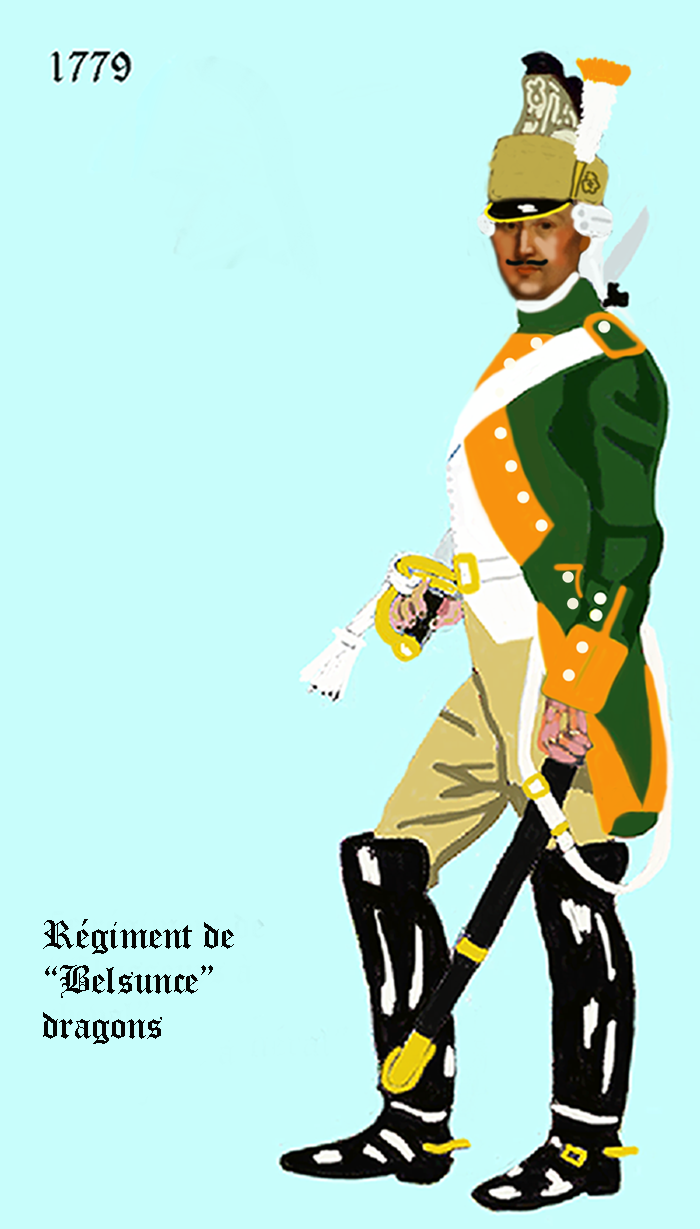
1779 − 1786
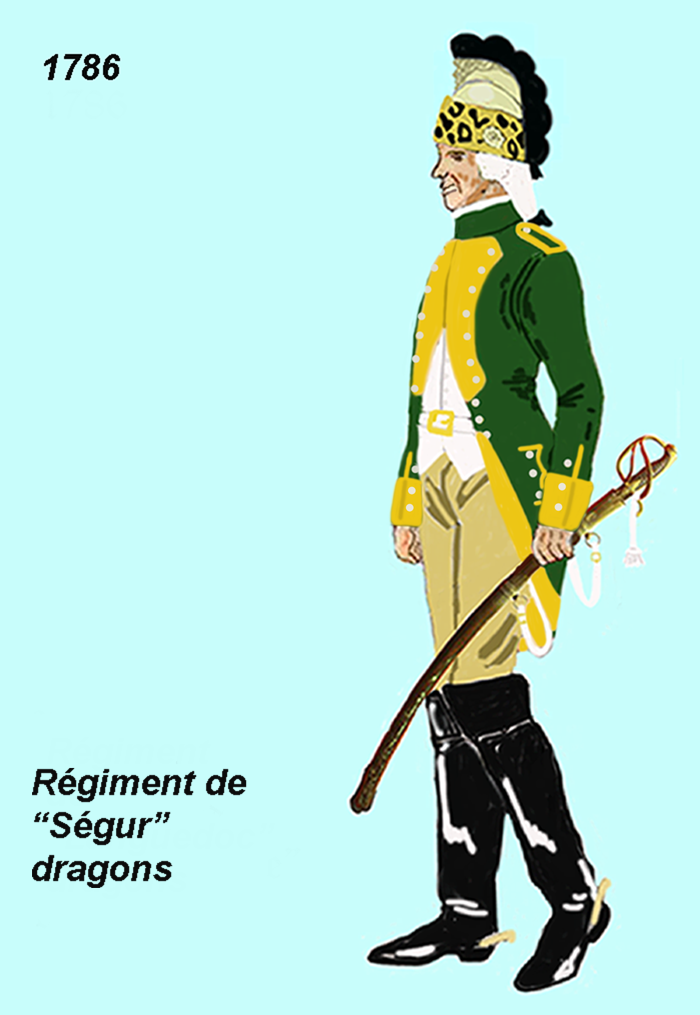
Régiment de Ségur dragons 1786 − 1788
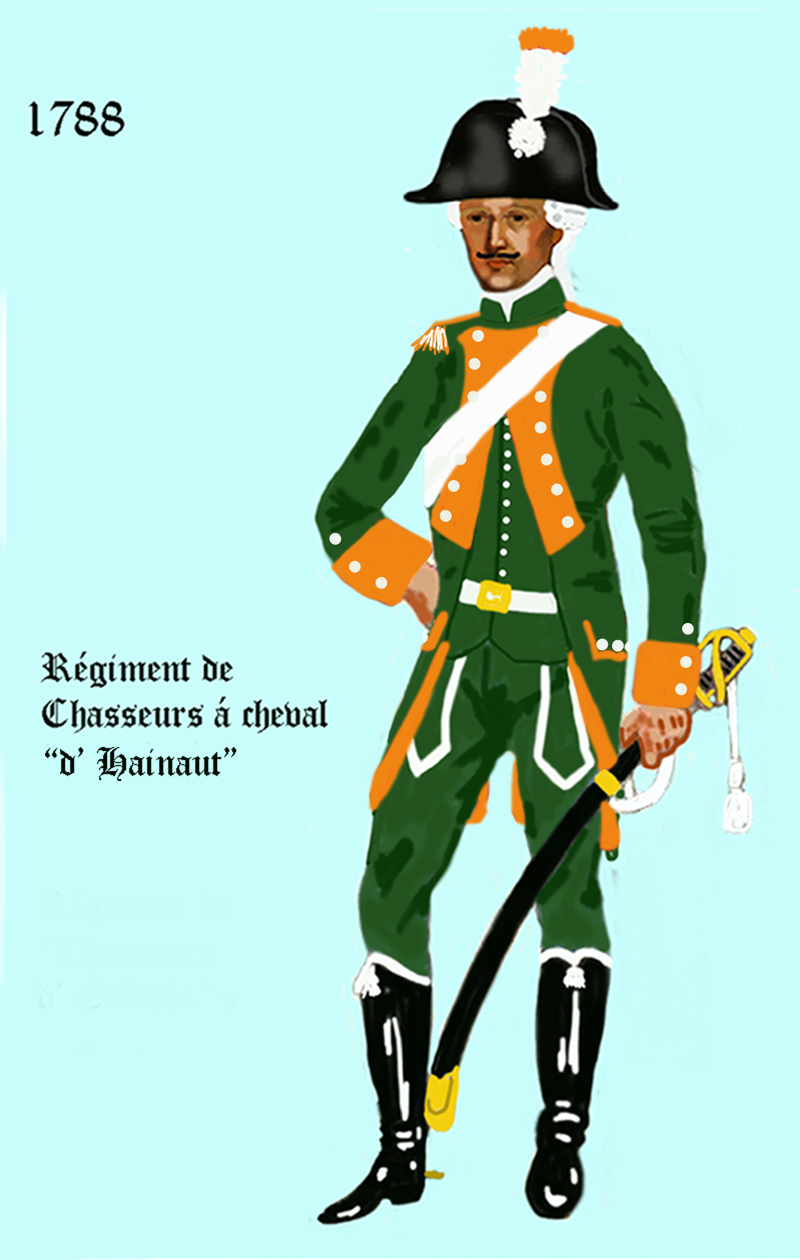
Régiment de chasseurs à cheval de Hainaut 1788 − 1789
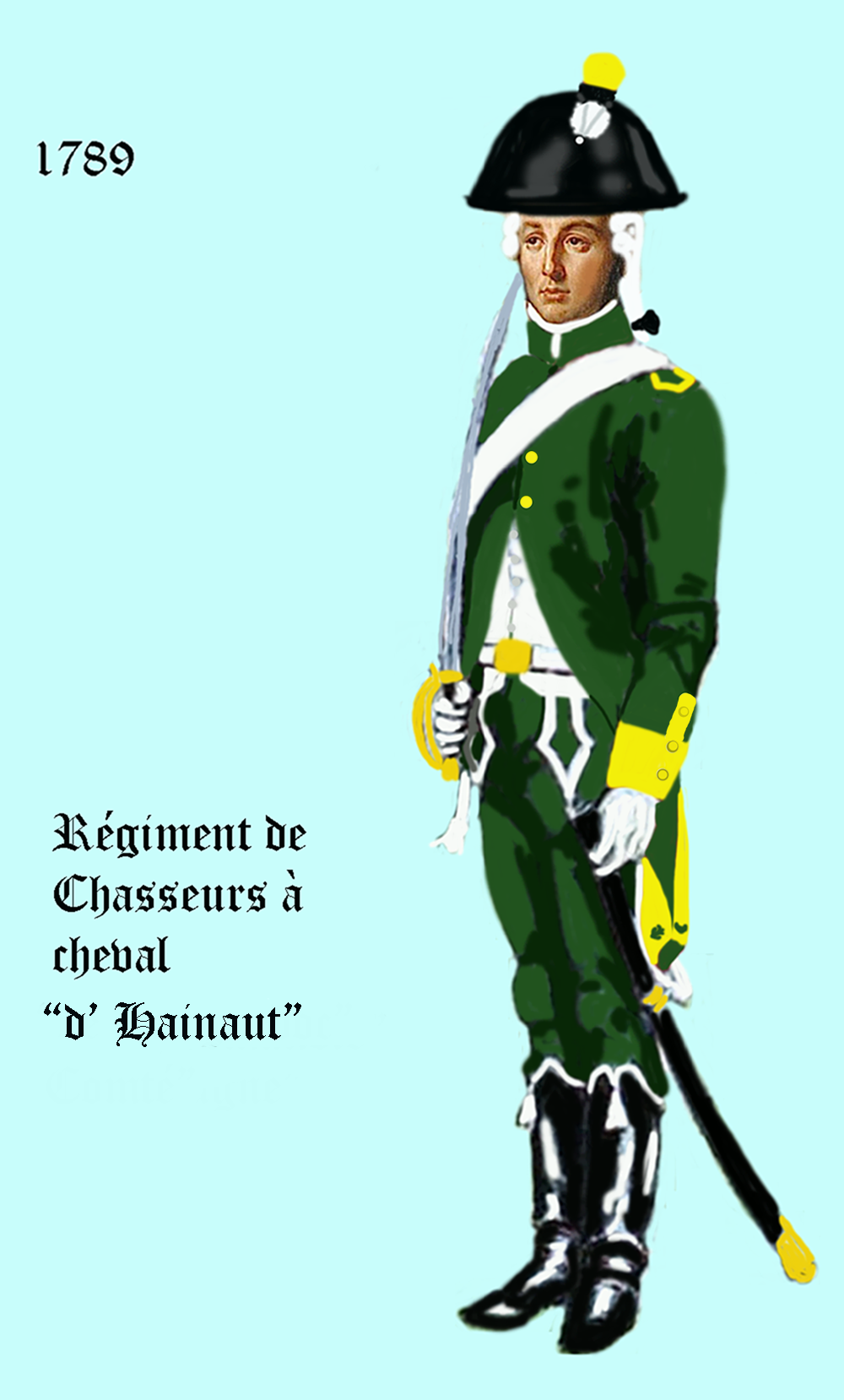
Régiment de chasseurs à cheval de Hainaut 1789 − 1791
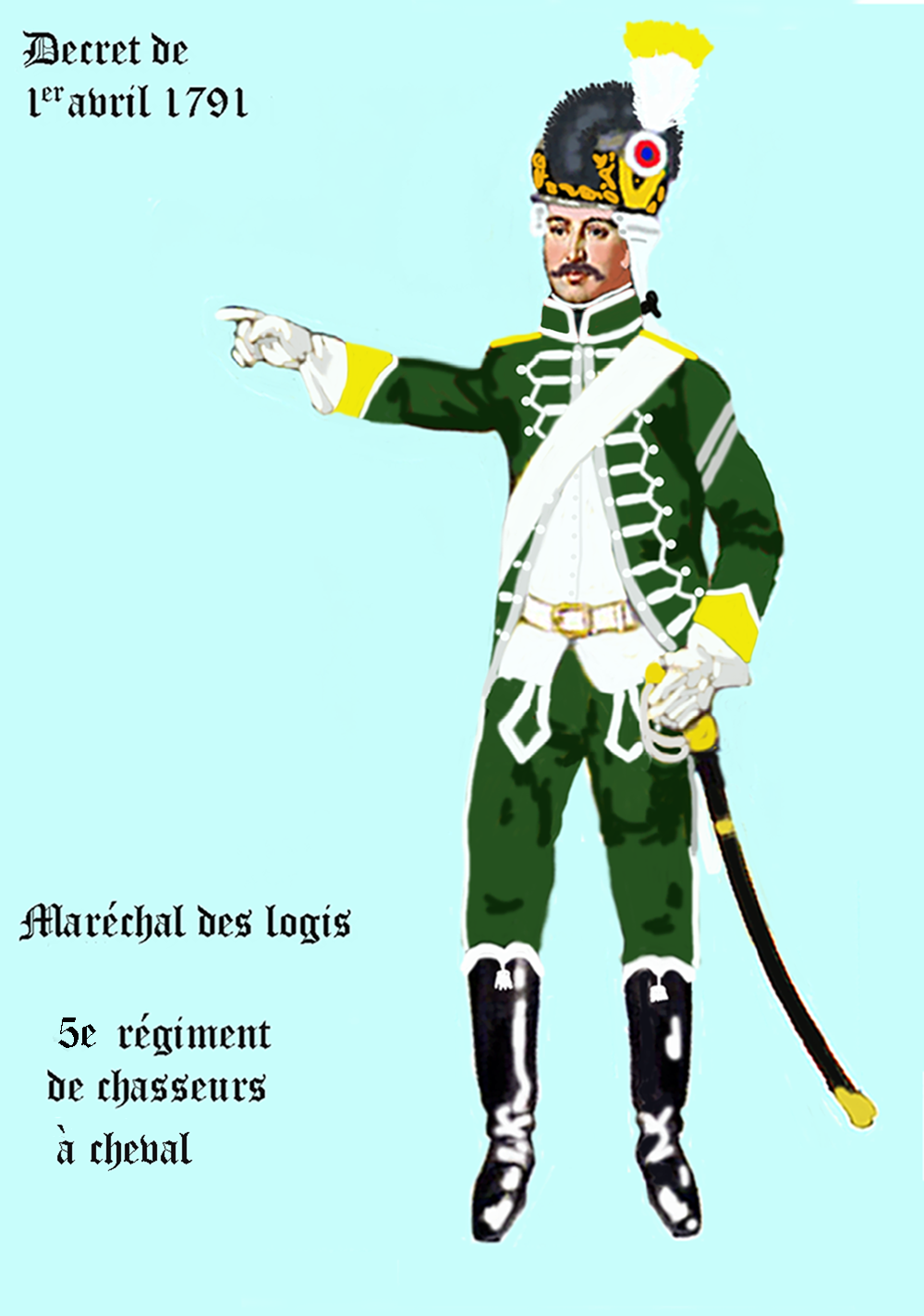
5e régiment de chasseurs à cheval per Décret von 1791

## Personnalités ayant servi au5ede chasseurs
- Sous-lieutenant Hugues Antoine Calixte de Montmorin de Saint-Hérem fils d'Armand Marc de Montmorin Saint-Hérem[Quand ?]
- Charles-André Merda, sous-lieutenant le 25 thermidor an II
- Hercule Corbineau (1780-1823), incorporé au 5e régiment de chasseurs le 15 germinal an VIII
- François Huet, affecté au 5e chasseurs à sa sortie de Saint-Cyr (1925)

### Sources et bibliographie
- Lieutenant Bourdet, Historique du 5e Régiment de Chasseurs à Cheval pendant la guerre 1914-1918, Nancy, impr. de Berger-Levrault, 64 p., lire en ligne sur Gallica.
- Guy Penaud, Le grand livre de Périgueux, Périgueux, Éditions de la Lauze, mars 2003, 601 p. (ISBN 2-912032-50-4), p. 119
- Historique des corps de troupe de l'armée française, Ministère de la Guerre, 1900
- Roland Jehan, Encyclopédie des insignes de l'arme blindée cavalerie, t. 2 : Les chasseurs à cheval par les Chefs d'Escadrons, Coudray-Macouard, Cheminements, 2008, 389 p. (ISBN 978-2-84478-708-8).
- ANDOLENKO (général), Recueil d'historique de l'arme blindée et de la cavalerie, Paris, Eurimprim, 1968